# ISOC1
ISOC1 (англ. Isochorismatase domain containing 1) – білок, який кодується однойменним геном, розташованим у людей на 5-й хромосомі. Довжина поліпептидного ланцюга білка становить 298 амінокислот, а молекулярна маса — 32 237.
| 10         |  | 20         |  | 30         |  | 40         |  | 50         |
| ---------- |  | ---------- |  | ---------- |  | ---------- |  | ---------- |
| MAAAEPAVLA |  | LPNSGAGGAG |  | APSGTVPVLF |  | CFSVFARPSS |  | VPHGAGYELL |
| IQKFLSLYGD |  | QIDMHRKFVV |  | QLFAEEWGQY |  | VDLPKGFAVS |  | ERCKVRLVPL |
| QIQLTTLGNL |  | TPSSTVFFCC |  | DMQERFRPAI |  | KYFGDIISVG |  | QRLLQGARIL |
| GIPVIVTEQY |  | PKGLGSTVQE |  | IDLTGVKLVL |  | PKTKFSMVLP |  | EVEAALAEIP |
| GVRSVVLFGV |  | ETHVCIQQTA |  | LELVGRGVEV |  | HIVADATSSR |  | SMMDRMFALE |
| RLARTGIIVT |  | TSEAVLLQLV |  | ADKDHPKFKE |  | IQNLIKASAP |  | ESGLLSKV   |

A: Аланін

C: Цистеїн

D: Аспарагінова кислота

E: Глутамінова кислота

F: Фенілаланін

G: Гліцин

H: Гістидин

I: Ізолейцин

K: Лізин

L: Лейцин

M: Метіонін

N: Аспарагін

P: Пролін

Q: Глутамін

R: Аргінін

S: Серин

T: Треонін

V: Валін

W: Триптофан

Кодований геном білок за функцією належить до фосфопротеїнів. 